# Carme Fiol
Carme Fiol i Costa (Barcelona, 1956) es una arquitecta, paisajista y diseñadora española. Estudió en la ETSAB, y realizó un máster en la Universidad de Columbia (Nueva York). Desde 1982 trabaja conjuntamente con su marido, Andreu Arriola.
Entre 1981 y 1988 trabajaron en el Departamento de Proyectos Urbanos del Ayuntamiento de Barcelona, donde realizaron varios parques públicos, como el de la Estación del Norte —en colaboración con la escultora Beverly Pepper— y el Central de Nou Barris. En 1990 recibió el Premio Prince of Wales de la Universidad de Harvard. Ha sido profesora en la ETSAB (1994-2001) y en la Facultad de Arquitectura de la Universidad de Cagliari (2004-2012). En 2007 obtuvo el título de Doctor Europeus por la Universidad Politécnica de Cataluña.

## Obras
- Parque del Molinet, Santa Coloma de Gramanet (1987)
- Parque de Les Corts, Barcelona (1988)
- Parque de la Estación del Norte (1988-1992), con Enric Pericas y la escultora Beverly Pepper
- Fossar de les Moreres, Barcelona (1989-2001)
- El Mercadal, centro histórico de Gerona (1994)
- Fuente de la Plaza de Islandia de Barcelona (1995)
- Parque Central de Nou Barris (1997-2007)
- Museo de las Termas Romanas, San Baudilio de Llobregat (1998)
- Plaza Virrei Amat, Barcelona (1999)
- Parque lineal de la Gran Vía (2002-2007)
- Escuela Superior de Música de Cataluña, Barcelona (2004)
- Parque de bomberos, Montblanch (2005)
- Museo de la Música de Barcelona (2009)

## Premios
- Premio Prince of Wales in Urban Design, Universidad de Harvard, 1990.
- Premio Architécti, Centro Cultural de Bélem, Lisboa 1994.
- International Urban Landscape Award, Fráncfort del Meno, 2007.